# Bono (Morbihan)
Bono település Franciaországban, Morbihan megyében. Lakosainak száma 2594 fő (2022. január 1.). Bono Pluneret, Plougoumelen és Baden községekkel határos.

## Népesség
A település népességének változása:
| Lakosok száma | 1555 | 1633 | 1747 | 2112 | 2111 | 2229 | 2466 | 2533 | 2567 | 2594 |
|               | 1968 | 1982 | 1990 | 2006 | 2013 | 2015 | 2017 | 2019 | 2020 | 2022 |